# ホガール山地
ホガール山地（アハガル山地）（Massif Ahaggar）とはアルジェリア南部のサハラ砂漠にある高地。
アルジェリアの首都アルジェの南およそ1500kmに位置する。この一帯は標高平均800m以上の岩石砂漠で、最高峰はタハト山（2918m）。
アルジェリア南部の中心都市タマンラセットの北側に広がり、火山性の岩峰、奇峰が連なっている。
山地に点在するゲルタと呼ばれる現地特有の湿地群はサハラ砂漠を横断する渡り鳥の重要な中継地である。湿地一帯にはFagonia flamandii、Myrtus nivellei、Olea laperrinei、Lavandula antineae、Rhus tripartita、Rumex simpliciflorusなどの固有種の植物が生えており、チーター、ドルカスガゼル、バーバリーシープおよび固有種の魚類も生息している。タハト山東側の2ヶ所はラムサール条約に登録されている。

## ギャラリー

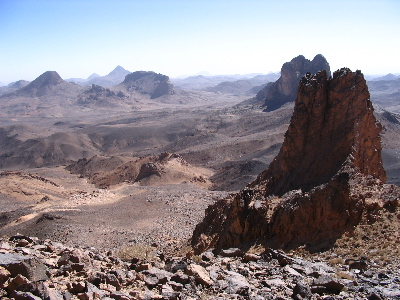
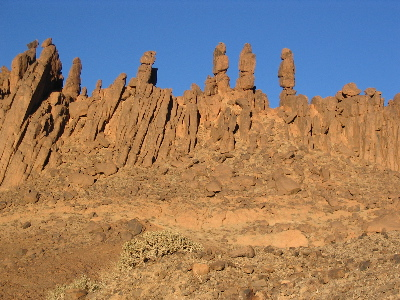
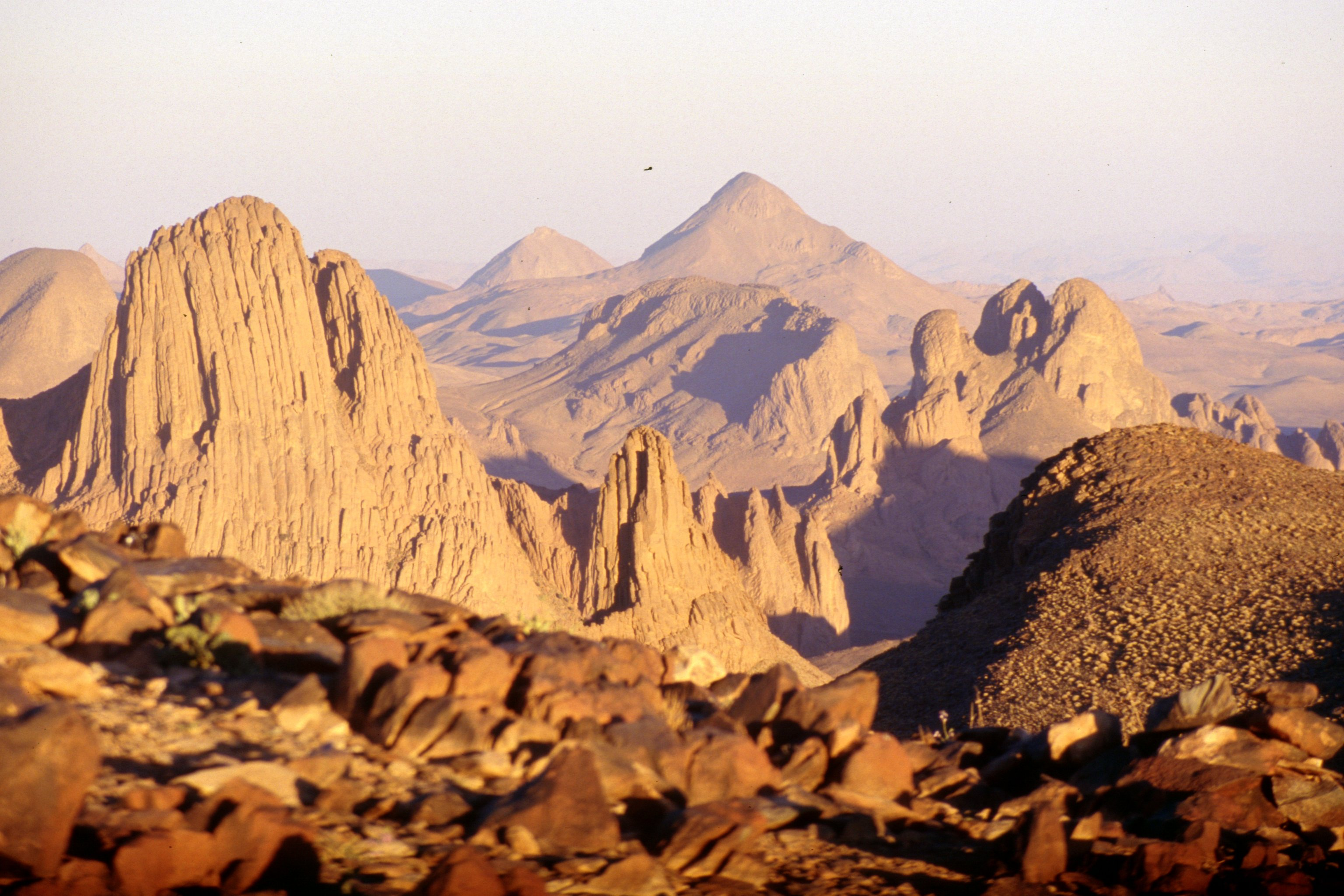
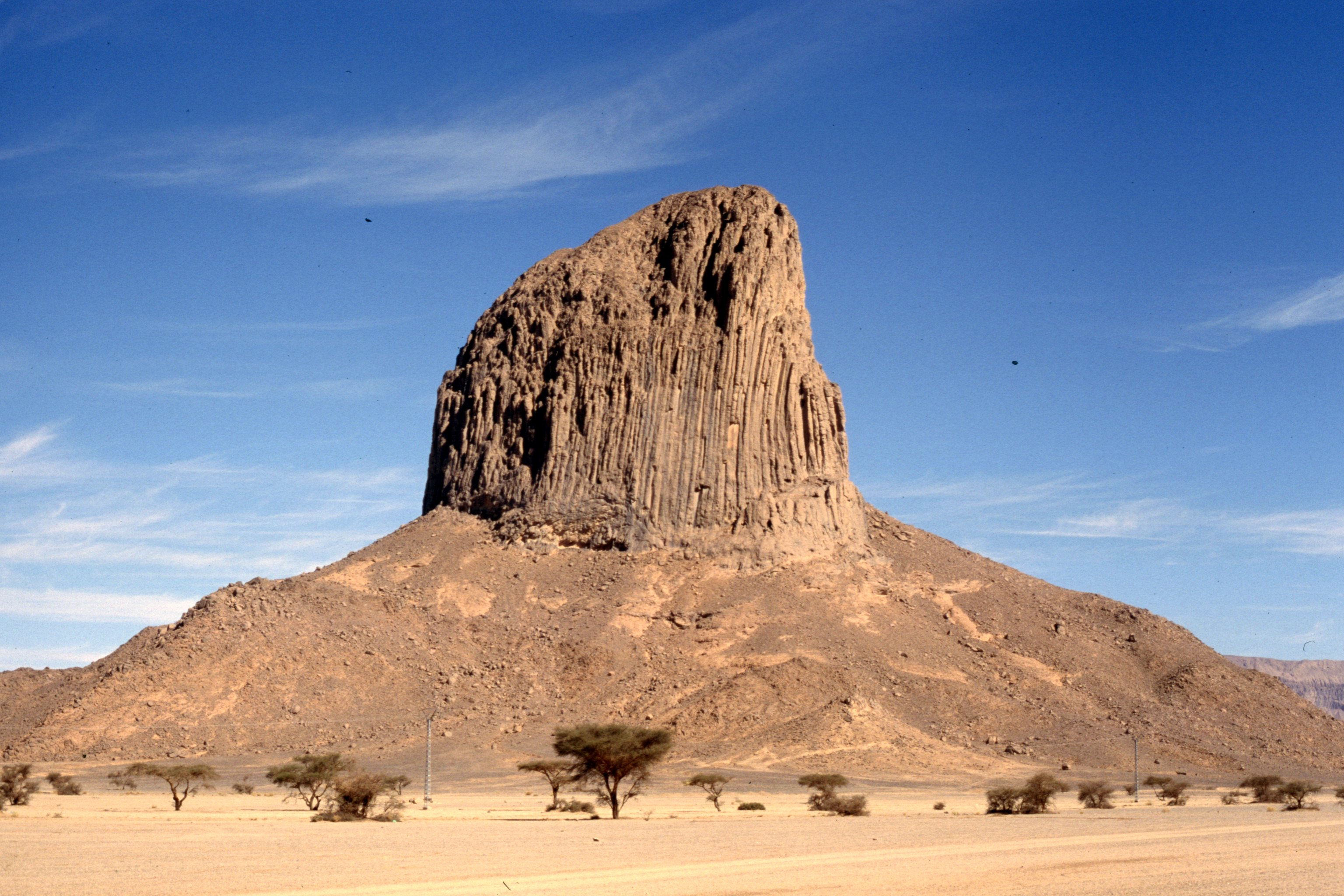
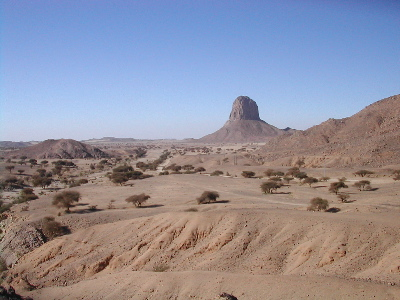
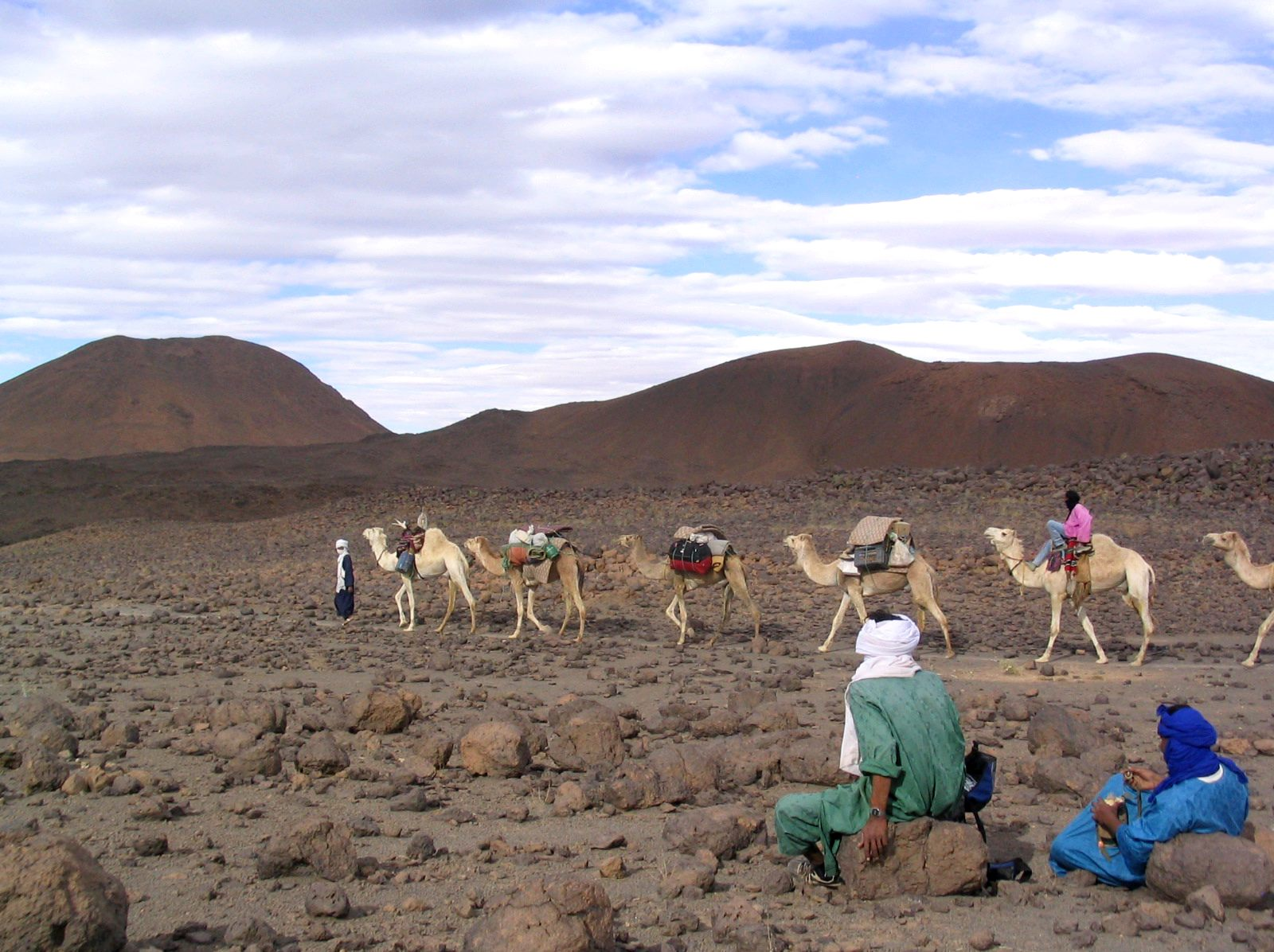
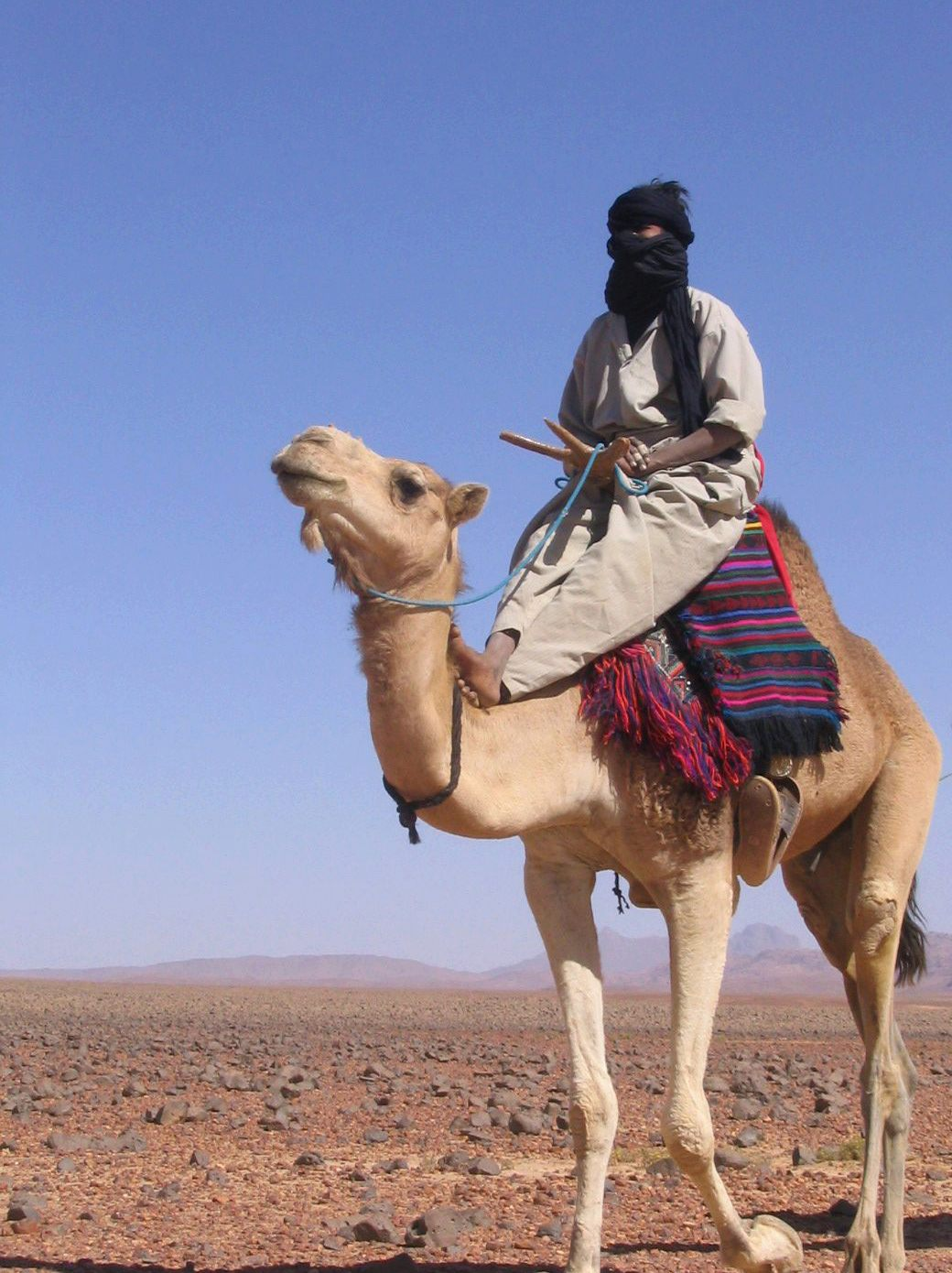
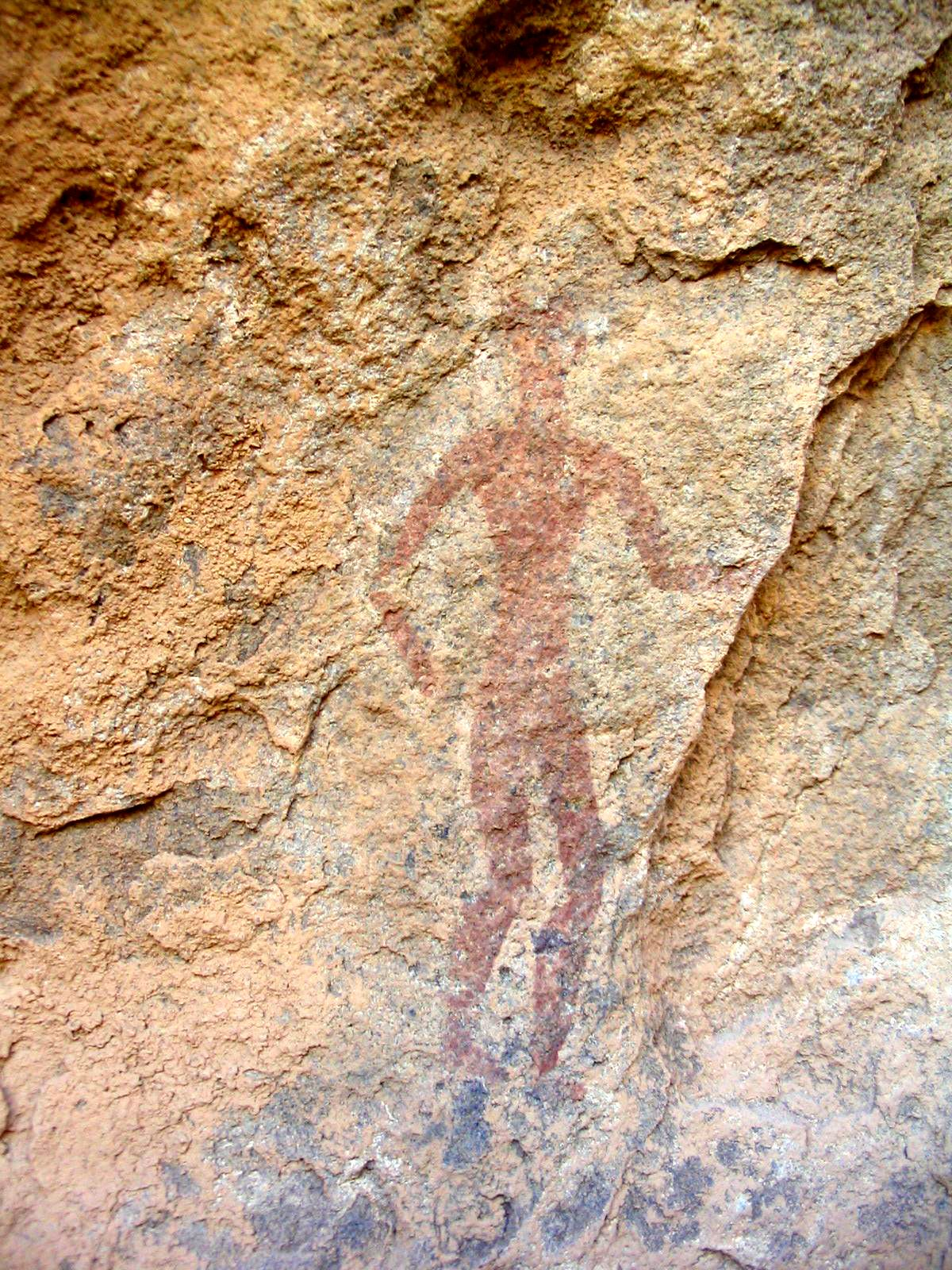
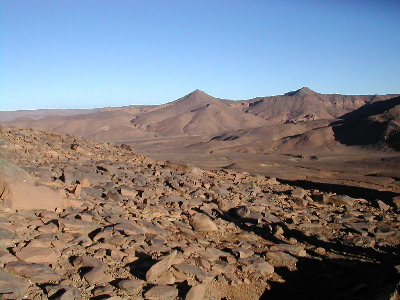
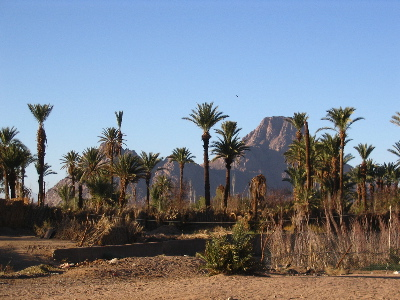